# Nicolas Pierre
Nicolas Pierre (3 oktober 1984) is een Belgische voormalige atleet, die gespecialiseerd was in het hamerslingeren. Hij veroverde zes Belgische titels.

## Biografie
Nicolas Pierre behaalde tussen 2008 en 2013 zes opeenvolgende Belgische titels in het hamerslingeren. Hij was net als zijn vader Guy aangesloten bij Cercle Athlétique de Brabant Wallon (CABW).

## Belgische kampioenschappen
| Onderdeel      | Jaar                               |
| -------------- | ---------------------------------- |
| hamerslingeren | 2008, 2009, 2010, 2011, 2012, 2013 |

## Persoonlijke records
| Onderdeel      | Prestatie | Datum        | Plaats |
| -------------- | --------- | ------------ | ------ |
| hamerslingeren | 66,96 m   | 23 juni 2012 | Nijvel |

## Palmares
hamerslingeren
- 2001: 20e kwal. WK U18  in Debrecen  – 66,90 m
- 2002:  BK AC
- 2005:  BK AC – 60,24 m
- 2006:  BK AC – 59,01 m
- 2007:  BK AC – 65,09 m
- 2008:  BK AC – 63,71 m
- 2009:  BK AC – 64,00 m
- 2010:  BK AC – 65,06 m
- 2011:  BK AC – 65,88 m
- 2012:  BK AC – 64,20 m
- 2013:  BK AC – 63,15 m